# Prosopium cylindraceum
Prosopium cylindraceum is een zoetwatervis die behoort tot de onderfamilie (volgens Kottelat & Freyhof: de familie) houtingen (Coregoninae) en de orde van de zalmen. In het Engels heet de vis round whitefish. Deze vis komt voor in stroomgebieden van rivieren die uitkomen op de Noordelijke IJszee en de noordelijke Grote Oceaan, van de Hudsonbaai in Canada, via de Grote Meren (behalve het Eriemeer), Alaska naar de grote rivieren in Siberië.

## Beschrijving
Deze houtingsoort is 22 tot 46 cm lang, maximaal 59 cm (2,7 kg). De vis wordt soms verward met Coregonus huntsmani, die ook wel round whitefish wordt genoemd.
Prosopium cylindraceum bewoont relatief ondiepe delen van meren en rivieren (hoogstens 37 meter onder het wateroppervlak) en leeft vooral van benthische macrofauna.